# Zhonghua Laozihao
China Time-Honored Brand (xinès simplificat: 中华老字号, pinyin: Zhōnghuá lǎozìhao), a voltes citat com Laozihao, (xinès simplificat: 老字号, pinyin: lǎozìhao) és un títol concedit pel Ministeri de Comerç de la República Popular de la Xina a empreses xineses que existien abans de 1956, i que comercialitzen productes, tècniques o serveis transmesos a través de generacions, tenen característiques culturals xineses destacades i són àmpliament reconeguts per la societat.
El títol es va concedir per primera vegada poc després de la fundació de la RPC el 1949. Els criteris d'elegibilitat actuals es van establir el 2006, quan el Ministeri de Comerç els va revisar per última vegada. A principis de la dècada del 1990, l'antic Ministeri de Comerç Interior de la República Popular de la Xina havia identificat més de mil sis-centes empreses amb seu a la Xina Continental susceptibles de ser reconegudes. Des del 2005, la revitalització de l'antic projecte va ser impulsada per la Cambra de Comerç de la Xina, i des del 2006 es va produir la certificació en una llista curta d'uns mil Laozihao reconeguts pel Ministeri de Comerç. Segons l'informe de Laozihao de 2006, el 63% de Laozihao es dedica a la indústria alimentària, i l'11% a la medicina tradicional xinesa i farmàcia.
Segons les dades, les marques consagrades existents tenen una història mitjana d'al voltant de140 anys, distribuïdes en més de 20 indústries diferents. Actualment hi ha unes 1.000 marques a les quals se'ls atorga la distinció, entre les quals es troben Tongrentang (medicina tradicional xinesa), Quanjude (ànec de Pequín) i Goubuli (baozi). Moltes de les botigues tenen una història de més de 400 anys, i en els temps moderns han començat a expandir-se mitjançant la comercialització massiva dels seus productes. A Xangai existeix un centre comercial dedicat exclusivament a 100 de les marques amb el reconeixement, el Zhonghua Laozihao Shangcheng.

## Algunes empreses

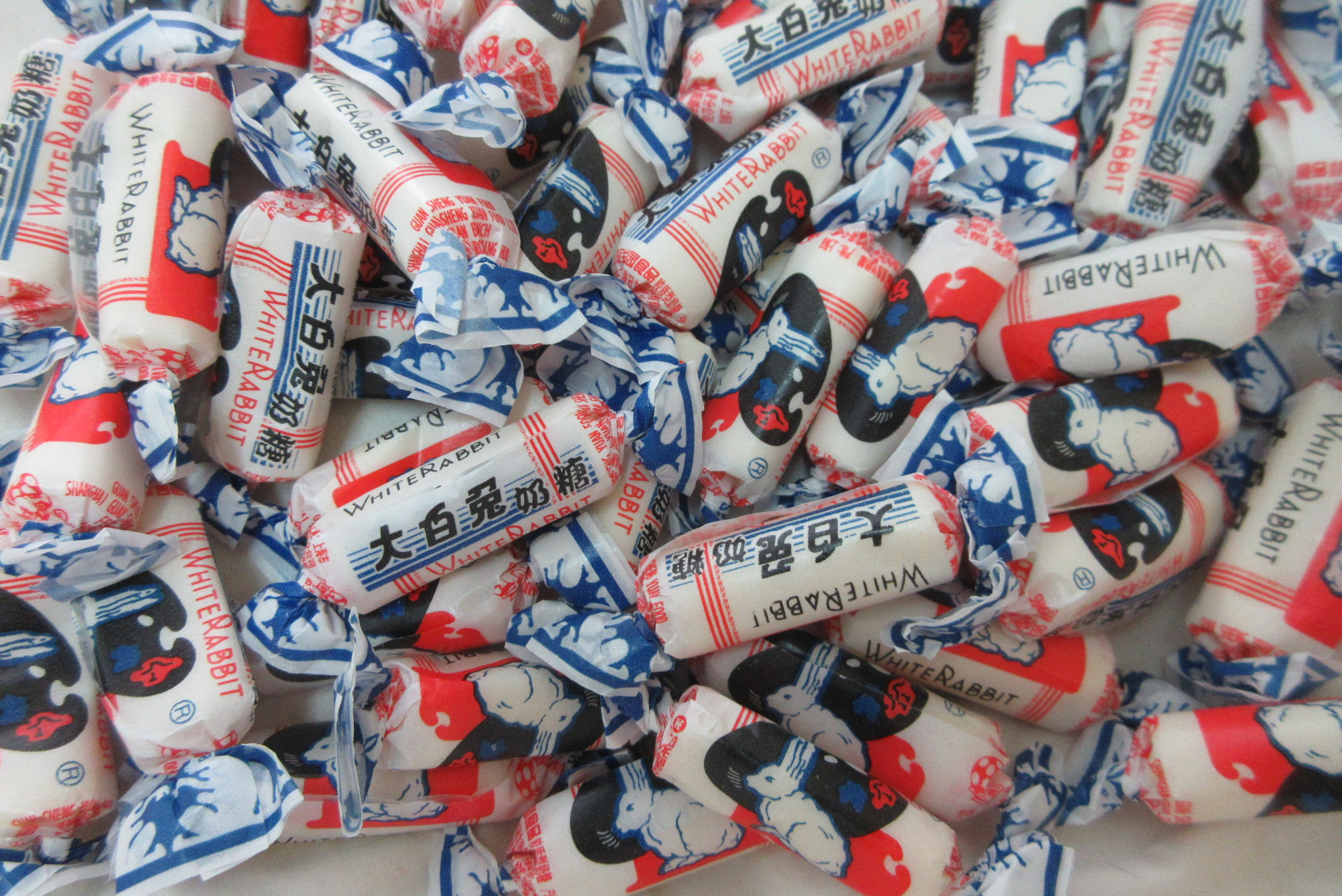
Dabaitu Naitang.
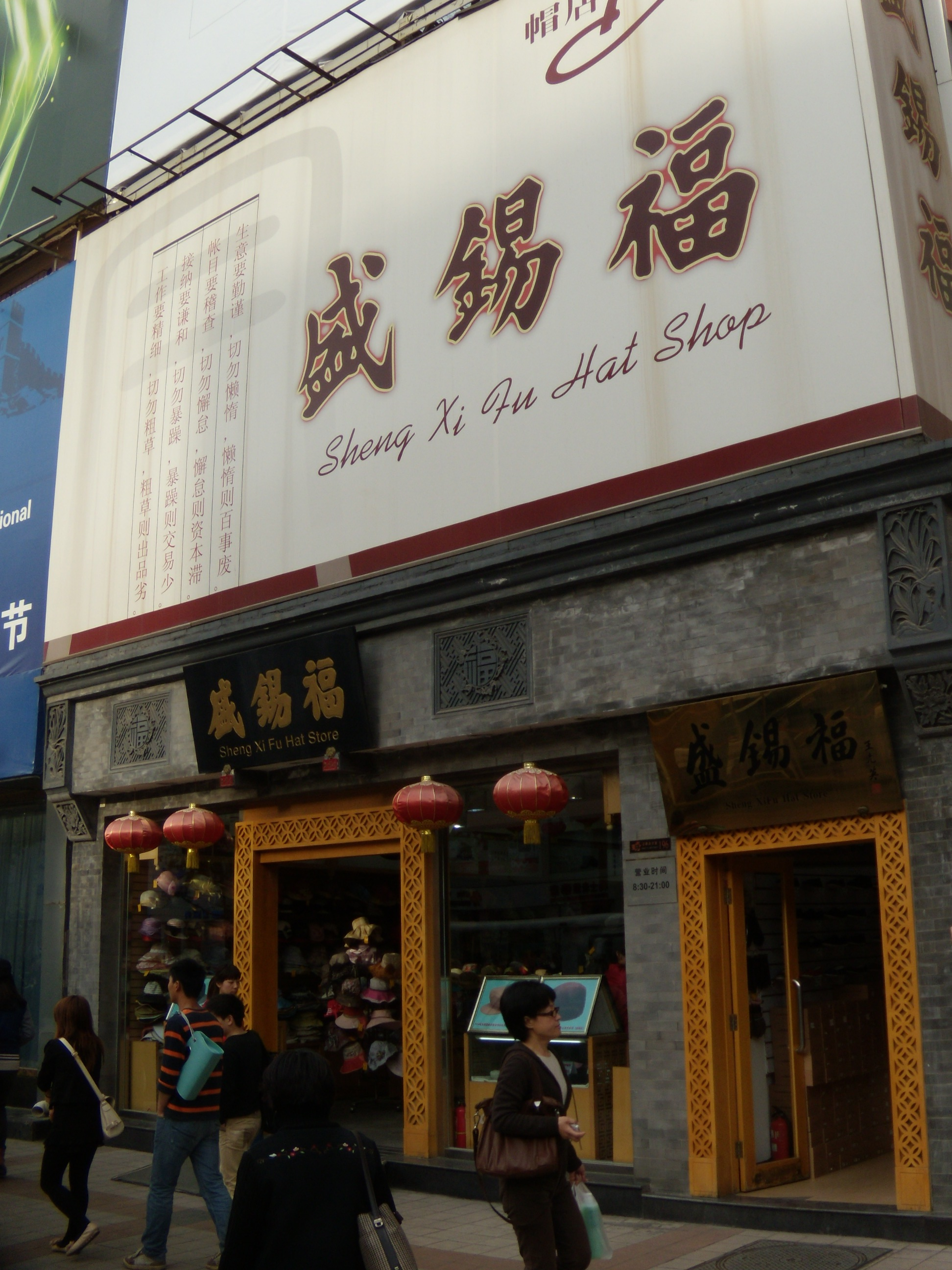
Sheng Xi Fu.
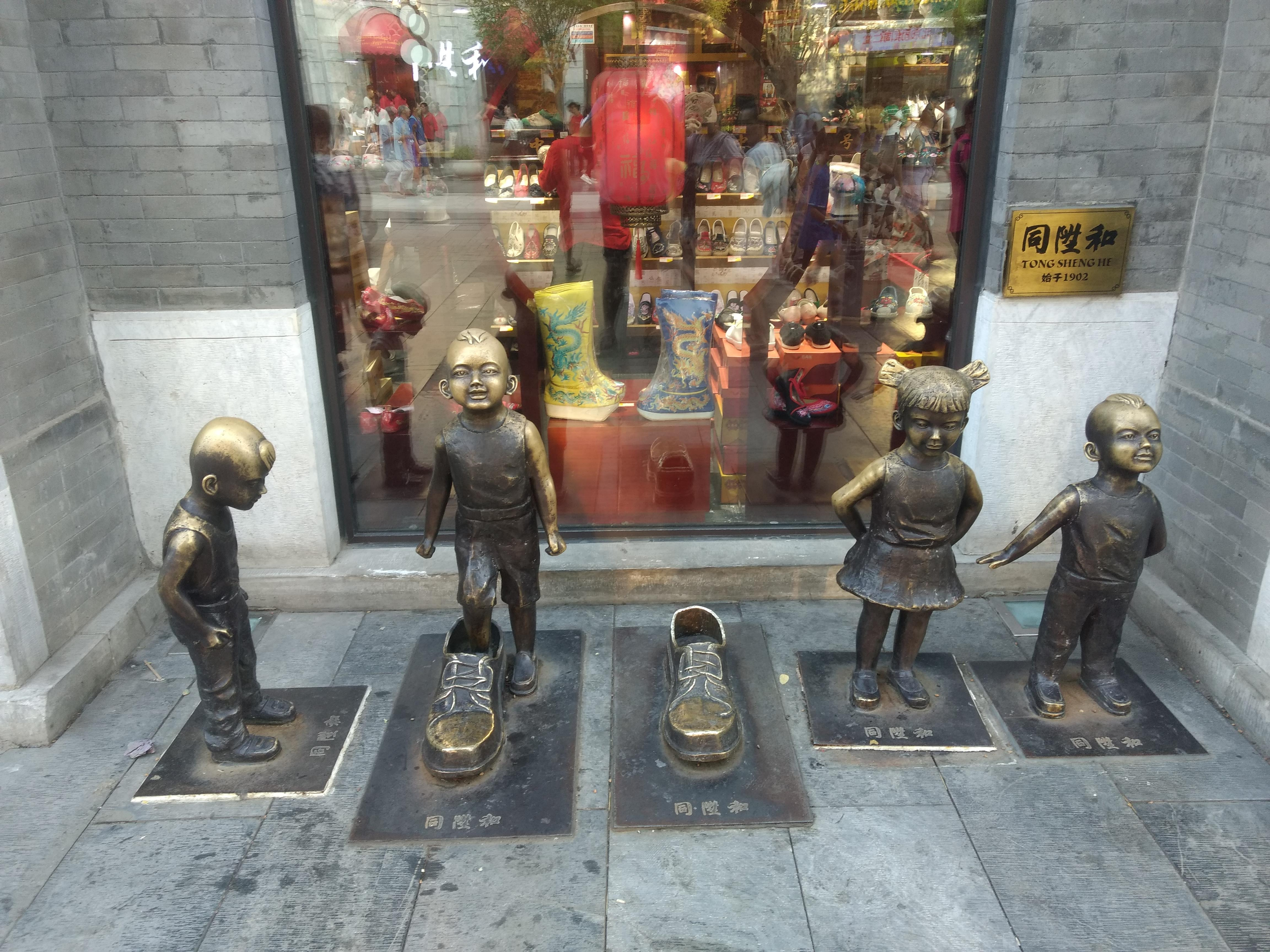
Tongshenghe.
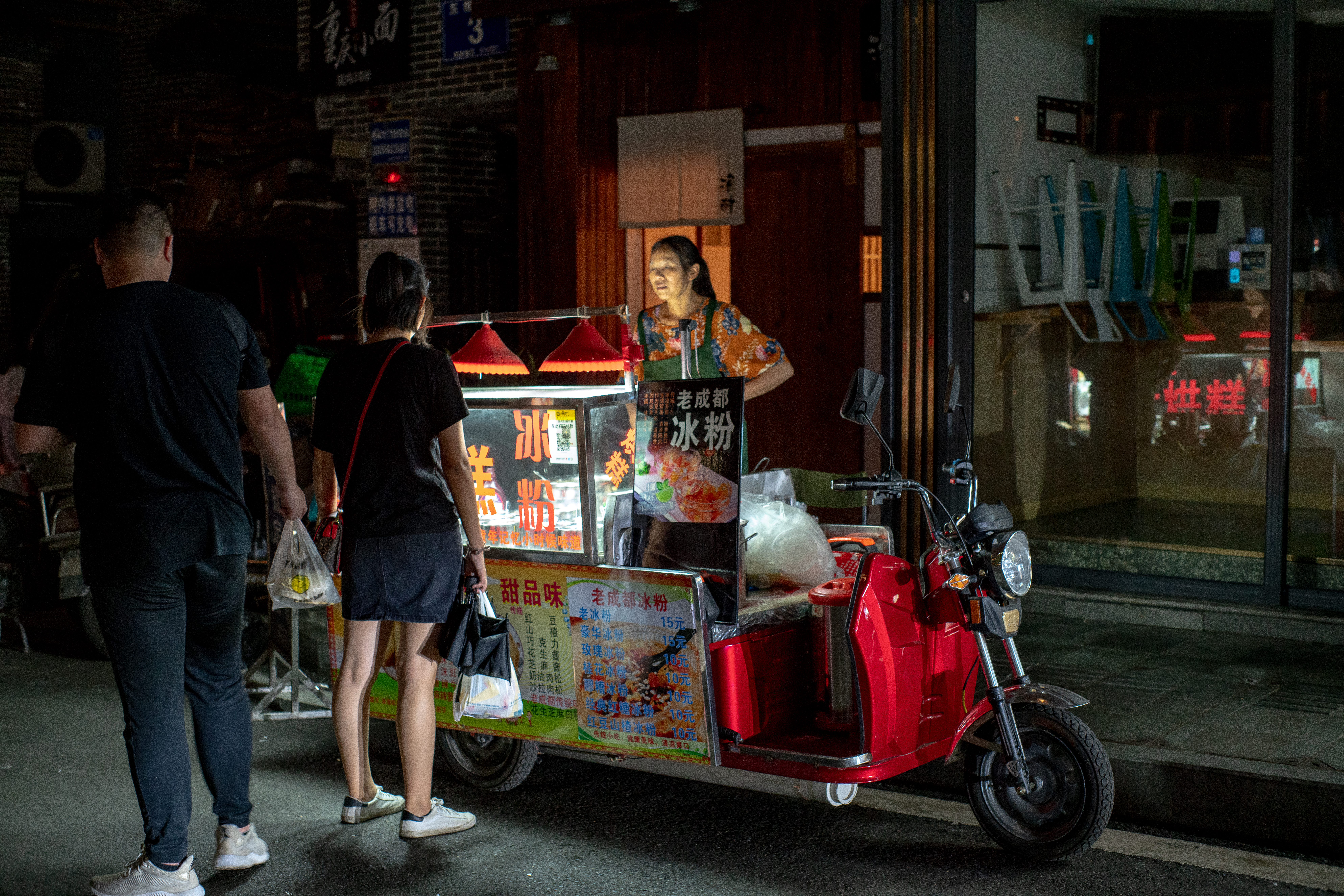
Bingfeng.